# Ian Ashley
Ian Hugh Gordon Ashley, född 24 oktober 1947 i Wuppertal i Tyskland, är en brittisk racerförare.

## Racingkarriär
Ashley började med racing i samband med en kurs vid Jim Russell Racing School 1966. Eftersom han körde fort men oberäkneligt blev han tidigt känd som Crashley, ungefär "han som kraschar". Ashley lugnade emellertid ned sig och 1972 började han köra formel 5000 där han slutade trea i mästerskapsserien 1974. Samma säsong debuterade han i formel 1 för Token Racing i Tyskland 1974. Efter två lopp för Token ställde Aschley upp i två lopp under namnet Chequered Flag i en Brabham BT42, men han kvalificerade sig inte. I Tyskland 1975 körde han för Williams men han kraschade sin bil och skadade benen allvarligt. Efter ett lopp i Brasilien 1976 för BRM gick Ashley i slutet av säsongen 1977 till Hesketh. 
Under träningen inför loppet i Kanada 1977 på Mosport Park kraschade han sin bil efter en spektakulär baklänges flygtur, vilket blev hans sista F1-framträdande.  Det ser ut som en tanke, men Ashley började efteråt en ny karriär som pilot och började istället flyga executive jet-plan i USA.

## F1-karriär
| Säsong | Stall/Tillverkare                        | Poäng | Placering |
| ------ | ---------------------------------------- | ----- | --------- |
| 1974   | Token-Ford Chequered Flag (Brabham-Ford) | 0     | –         |
| 1975   | Williams-Ford                            | 0     | –         |
| 1976   | BRM                                      | 0     | –         |
| 1977   | Hesketh-Ford                             | 0     | –         |